# Exosphaeroides quirosi
Exosphaeroides quirosi är en kräftdjursart som beskrevs av Damià Jaume och Queinnec 2007. Exosphaeroides quirosi ingår i släktet Exosphaeroides och familjen klotkräftor. Inga underarter finns listade i Catalogue of Life.